# Рене Уелек
Рене Уелек (на немски: René Wellek, р. 22 август 1903 г., Виена – п. 11 ноември 1995 г., Хамдън, Кънектикът, САЩ ) е американски литературен теоретик и компаративист.

## Биография
Рене Уелек се ражда във Виена. В семейството на родителите му се говори на чешки и немски език. Майката на Уелек, Габриеле Зелевски, дъщеря на източнопруски аристократ с полски корени и швейцарка, възпитава трите си деца по лутерански. Баща му Бронислав Уелек е чешки юрист, който служи на Виенския двор, но в един момент се превръща в яростен чешки националист. По-малкият брат на Рене, Алберт, е един от основоположниците на модерната психология на музиката.
След Първата световна война семейството на Уелек се мести в Прага, столицата на новата държава Чехословакия. Уелек завършва англицистика и германистика в Карловия университет. Сред учителите му са Вилем Матезиус, Отокар Фишер, Вацлав Тиле. Участва в работата на Пражкия лингвистичен кръжок. От 1935 г. преподава в Училището за славистични и източноевропейски изследвания към Юнивърсити колидж в Лондон. След Втората световна война живее и работи в САЩ (Айовски университет, от 1946 г. – Йейлски университет). Един от лидерите на сравнителния метод в американското литературознание. Считат го и за клонящ към Новата критика, тъй като от края на 60-те години той защитава представителите на тази школа от нападките на семиотиците. Уелек винаги е подчертавал значението на интерпретацията в литературознанието и остава безразличен към емпиризма на структуралистите.
През последните години от живота си е на легло и в това състояние диктува двата последни тома на фундаменталната си осемтомна История на модерното литературознание (1955 – 1992).
Има два брака.

## Признание
Кавалер на Масариковия орден (1995). От 1986 г. в САЩ се връчва академична награда на негово име.